# Us (альбом)
| Оценки критиков      | Оценки критиков |
| Источник             | Оценка          |
| -------------------- | --------------- |
| Allmusic             | [ 1 ]           |
| Entertainment Weekly | C+              |
| Houston Chronicle    | [ 3 ]           |
| Los Angeles Times    | [ 4 ]           |
| PopMatters           | (нейтральная)   |
| Роберт Кристгау      | B−              |
| Rolling Stone        | [ 7 ]           |
| Piero Scaruffi       | (6/10)          |

Us — шестой студийный альбом британского рок-музыканта Питера Гэбриела, был издан в 1992 году. На этом альбоме Гэбриел исследовал темы своих личных проблем и внутренней боли: развод с первой женой, отношения с актрисой Розанной Аркетт, и растущую дистанцию между ним и его первой дочерью.
В поддержку альбома был организован тур Secret World Live, названный в честь финального трека пластинки «Secret World». Во время гастролей были записаны концертный альбом и снят фильм. Также, альбом поспособствовал выпуску первой, в своем роде, интерактивной мультимедийной программы — «Xplora1: Peter Gabriel's Secret World». Она была издана для компьютеров Macintosh и содержала несколько музыкальных клипов из альбома.

## Список композиций
Все песни написаны Питером Гэбриелом.
1. «Come Talk to Me» — 7:06
2. «Love to Be Loved» — 5:18
3. «Blood of Eden» — 6:38
4. «Steam» — 6:03
5. «Only Us» — 6:30
6. «Washing of the Water» — 3:52
7. «Digging in the Dirt» — 5:18
8. «Fourteen Black Paintings» — 4:38
9. «Kiss That Frog» — 5:20
10. «Secret World» — 7:03

## Музыканты
- Питер Гэбриел — вокал, клавишные
- Тони Левин — бас-гитара
- Дэвид Роудс — гитара
- Ману Катче — ударные
- The Babacar Faye Drummers — сабар, ударные
- Doudou N'Diaye Rose — лупы ударных
- Дэвид Боттрилл — музыкальное программирование

## Участники записи
- Chris Ormston – track 1
- en:Daniel Lanois – tracks 1, 3, 4, 8, 10
- Richard Blair – tracks 1, 2, 3, 4, 5, 7, 9
- Levon Minassian –  tracks 1, 3, 8
- en:Sinéad O'Connor – tracks 1, 3
- Ансамбль Дмитрия Покровского – track 1
- en:Hossam Ramzy – track 2, 7
- Daryl Johnson – track 2
- en:William Orbit –  track 2, 5
- Bill Dillon – tracks 2, 5
- en:Mark Rivera – tracks 4, 6
- en:Brian Eno – track 2
- Shankar – tracks 2, 3, 5, 8
- en:Caroline Lavelle – tracks 2, 6, 10
- en:Wil Malone – track 2, 6
- en:Jonny Dollar – track 2, 6
- Richard Evans – track 2, 8
- Gus Isidore – track 3
- Richard Chappell – track 3
- en:Leo Nocentelli – tracks 4, 7
- Tim Green – tracks 4, 6
- en:Reggie Houston – tracks 4, 6
- Renard Poché – tracks 4,6
- Wayne Jackson – tracks 4, 6
- en:Kudsi Erguner – tracks 4, 5
- en:Ayub Ogada – tracks 5, 7
- en:Malcolm Burn – tracks 6, 10
- Mark Howard – track 6
- Babacar Faye – tracks 7, 8
- Assane Thiam – tracks 7, 8
- en:Peter Hammill – track 7
- Richard Macphail –  track 7
- John Paul Jones – track 8
- Adzido Pan African Dance Ensemble – track 9
- en:Manny Elias – track 9
- Marilyn McFarlane – track 9

## Хит-парады
| Чарт (1992)                       | Высшая позиция |
| --------------------------------- | -------------- |
| Australian ARIA Album Chart       | 3              |
| Austrian Albums Chart             | 10             |
| Canadian Albums Chart             | 4              |
| Dutch Albums Chart                | 8              |
| French SNEP Albums Chart          | 2              |
| German Media Control Albums Chart | 1              |
| Italian Albums Chart              | 3              |
| Japanese Oricon Albums Chart      | 17             |
| New Zealand Albums Chart          | 6              |
| Norwegian VG-lista Albums Chart   | 7              |
| Swedish Albums Chart              | 2              |
| Swiss Albums Chart                | 2              |
| UK Albums Chart                   | 2              |
| US Billboard 200                  | 2              |

| Чарт (1992)          | Высшая позиция |
| -------------------- | -------------- |
| Italian Albums Chart | 42             |
| French Albums Chart  | 44             |
| UK Albums Chart      | 79             |
| Чарт (1993)          | Высшая позиция |
| US Billboard 200     | 81             |

## Сертификации
| Регион                                                      | Сертификация  | Продажи    |
| ----------------------------------------------------------- | ------------- | ---------- |
| Канада (Music Canada)                                       | 2× Платиновый | 200 000^   |
| Франция (SNEP)                                              | 2× Золотой    | 244,500    |
| Германия (BVMI)                                             | Платиновый    | 500 000^   |
| Испания (PROMUSICAE)                                        | Золотой       | 50 000^    |
| Великобритания (BPI)                                        | Платиновый    | 300 000^   |
| США (RIAA)                                                  | Платиновый    | 1 000 000^ |
| ^ Данные о тиражах приведены только на основе сертификации. |               |            |